# Nieul-le-Dolent
Nieul-le-Dolent is een gemeente in het Franse departement Vendée (regio Pays de la Loire) en telt 2125 inwoners (2006). De plaats maakt deel uit van het arrondissement Les Sables-d'Olonne.

## Geografie
De oppervlakte van Nieul-le-Dolent bedraagt 27,6 km², de bevolkingsdichtheid is 77,2 inwoners per km².
De onderstaande kaart toont de ligging van Nieul-le-Dolent met de belangrijkste infrastructuur en aangrenzende gemeenten.

## Demografie
Onderstaande figuur toont het verloop van het inwonertal (bron: INSEE-tellingen).

1. ↑  Populations de référence 2022.